# Districte de Saint-Laurent-du-Maroni

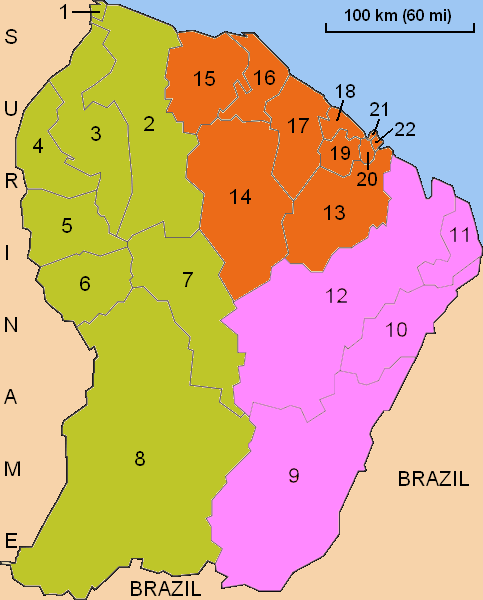
El districte de Saint-Laurent-du-Maroni, en verd

El Districte de Saint-Laurent-du-Maroni (francès Arrondissement de Saint-Laurent-du-Maroni) és un dels dos districtes en què es divideix la Guaiana Francesa, una regió d'ultramar de França. Té 3 cantons. La prefectura es troba a Saint-Laurent-du-Maroni.

## Cantons
- Cantó de Mana
- Cantó de Maripasoula
- Cantó de Saint-Laurent-du-Maroni